# Puccinia negrensis
Puccinia negrensis ist eine Ständerpilzart aus der Ordnung der Rostpilze (Pucciniales). Der Pilz ist ein Endoparasit von Panicum-Hirsen. Symptome des Befalls durch die Art sind Rostflecken und Pusteln auf den Blattoberflächen der Wirtspflanzen. Sie kommt in Brasilien und im Kongo vor.

## Merkmale

### Makroskopische Merkmale
Puccinia negrensis ist mit bloßem Auge nur anhand der auf der Oberfläche des Wirtes hervortretenden Sporenlager zu erkennen. Sie wachsen in Nestern, die als gelbliche bis braune Flecken und Pusteln auf den Blattoberflächen erscheinen.

### Mikroskopische Merkmale
Das Myzel von Puccinia negrensis wächst wie bei allen Puccinia-Arten interzellulär und bildet Saugfäden, die in das Speichergewebe des Wirtes wachsen. Aecien oder Spermogonien der Art sind nicht bekannt. Die zimtbraunen Uredien der Art wachsen beidseitig auf den Blättern der Wirtspflanzen. Ihre goldenen bis zimtbraunen Uredosporen sind meist breitellipsoid, 24–27 × 17–21 µm groß und fein stachelwarzig. Die unterseitig wachsenden Telien sind schwarzbraun, früh unbedeckt und kompakt. Die goldenen bis haselnussbraunen Teliosporen sind zweizellig, generell längsseptiert, breitellipsoid bis kugelig und 24–26 × 19–22 µm groß. Ihre Stiele sind farblos bis gelblich und bis zu 50 µm lang.

## Verbreitung
Das bekannte Verbreitungsgebiet von Puccinia negrensis umfasst die Republik Kongo und Brasilien.

## Ökologie
Die Wirtspflanzen von Puccinia negrensis sind Panicum millegrana und P. aff. ramosum. Der Pilz ernährt sich von den im Speichergewebe der Pflanzen vorhandenen Nährstoffen, seine Sporenlager brechen später durch die Blattoberfläche und setzen Sporen frei. Die Art verfügt über einen Entwicklungszyklus, von dem bislang lediglich Telien und Uredien sowie deren Wirt bekannt sind; Spermogonien und Aecien konnten dem Pilz nicht zugeordnet werden.